# I Hired a Contract Killer
I Hired a Contract Killer is een Fins-Zweeds-Brits-Duitse film van Aki Kaurismäki die uitgebracht werd in 1990.
Kaurismäki's scenario berust op een origineel idee van schrijver, regisseur en criticus Peter von Bagh.

## Verhaal
Henri Boulanger is een Fransman die in Londen woont. Hij is een droefgeestige eenzaat die werkt bij de Londense Waterwerken. Hij krijgt van het afdelingshoofd te horen dat het bedrijf wordt geprivatiseerd. Na vijftien jaar trouwe dienst wordt hij ontslagen want eerst worden de buitenlandse werknemers aan de deur gezet. Bedrukt en moedeloos, en met als afscheidsgeschenk een zogenaamd gouden uurwerk, verlaat hij zijn werkplaats.
Henri heeft nu helemaal geen zin meer in het leven en wil zelfmoord plegen. Na zijn tweede mislukte zelfmoordpoging besluit hij zijn zelfmoord uit te besteden: hij contacteert een bende die voor een (huur)moordenaar kan zorgen. Die zal hem op een voor hem onbekend ogenblik in de nabije toekomst vermoorden. Henri tekent het contract en betaalt.
Even later ontmoet hij in een pub een jonge bloemenverkoopster. Ze worden verliefd op elkaar en trekken samen op. Hij begint te herleven en wil dan ook de bende op de hoogte brengen dat hij hun diensten niet meer nodig heeft. Hij begeeft zich naar de bar waar hij de bende had ontmoet en stelt vast dat het gebouw ondertussen is gesloopt.  

## Rolverdeling
| Acteur            | Personage                             |
| ----------------- | ------------------------------------- |
| Jean-Pierre Léaud | Henri Boulanger                       |
| Margi Clarke      | Margaret, de bloemenverkoopster       |
| Kenneth Colley    | de huurmoordenaar                     |
| Trevor Bowen      | het afdelingshoofd                    |
| Angela Walsh      | de eigenares van Henri's appartement  |
| Cyril Epstein     | de taxichauffeur                      |
| Michael O'Hagan   | de bendeleider                        |
| Serge Reggiani    | Vic, de uitbater van de hamburgertent |
| Joe Strummer      | de gitarist                           |